# Salon international de l'automobile d'Amérique du Nord 2009
Le Salon international de l'automobile d'Amérique du Nord 2009, plus connu en Europe sous le nom de Salon de Détroit ou « NAIAS » en anglais, est un salon automobile qui s'est tenu du 17 janvier au 25 janvier 2009 à Détroit.
L'édition 2009 du salon se caractérise, en raison de la crise que subit le monde de l'automobile, par l'absence de grands constructeurs comme Ferrari ou Porsche. Pourtant, le salon affiche une augmentation de 50 000 visiteurs par rapport à l'année 2008.

## Enjeux

### Les constructeurs s'absentent

Niveau moyen du Dow Jones Industrial, entre janvier 2006 et novembre 2008.

La crise financière qui touche le monde de l'automobile depuis 2007, et tout particulièrement le marché américain, est bel et bien l'une des crises les plus importantes dans le secteur, à tel point que certains constructeurs automobiles prestigieux ont préféré s'abstenir d'exposer leurs modèles sur le Salon de Détroit. Ainsi, Ferrari, Land Rover, Mitsubishi, Nissan (et donc Infiniti), Porsche, Rolls-Royce et Suzuki ont renoncé à se déplacer.
Nissan explique cette absence faute de nouveaux modèles à dévoiler mais surtout pour réaliser des économies. Le constructeur japonais, qui connait une chute de 66,8 % de ses bénéfices nets sur le marché américain pour l'ensemble de l'année 2008, ajoute qu'« il est de moins en moins efficace de participer au salon de Detroit ».
D'autres s'absentent en raison, selon eux, de l'accueil médiocre qui est réservé aux médias et de l'environnement peu attractif comparé aux salons de New York ou Los Angeles.

### L'électricité ou comment rompre avec l'industrie traditionnelle

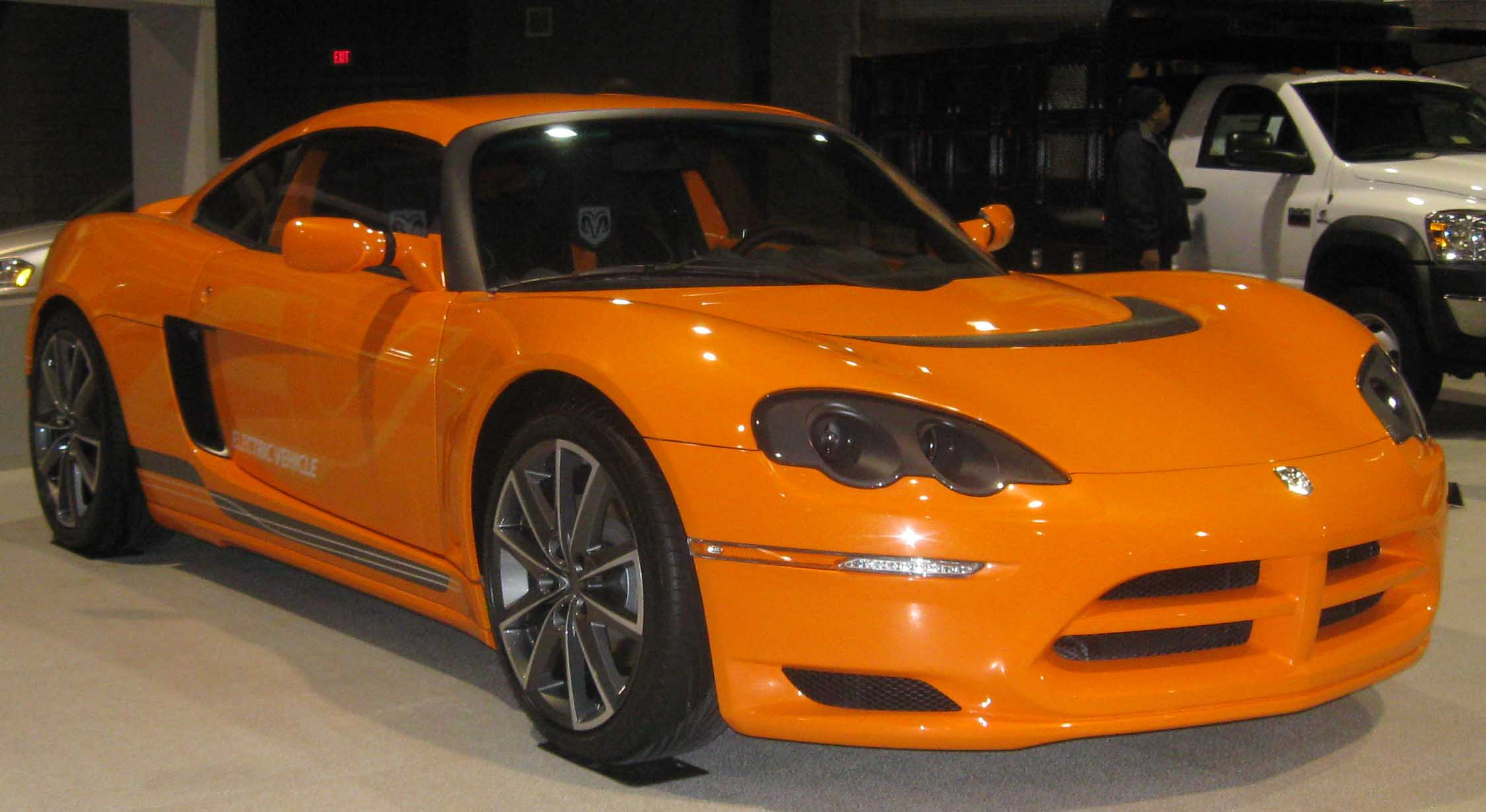
La Dodge Circuit EV au Washington Auto Show 2009.

Le marché américain est connu, depuis les années 1950, pour ses larges et longues automobiles telles que les Hummer pour les plus connues, les Mustang pour les plus mythiques, etc. D'ailleurs, le salon de Détroit est réputé « pour consacrer le triomphe des SUV et des trucks » exprimant la lutte des véhicules américains face à la montée en puissance des japonais et des allemands sur leur marché. Néanmoins, la crise débutée en juillet 2007 tend à renverser ce statut.
C'est un véritable tournant dans l'histoire de l'automobile américaine qui se joue au Salon de Détroit. Les constructeurs américains, et notamment le « Detroit Big Three » (GM - Chrysler - Ford) particulièrement touché, se tournent vers des automobiles moins polluantes, moins gourmandes en pétrole en développant des véhicules hybrides ou totalement électriques. Ainsi, la star du salon de Détroit, censée symboliser le redressement du marché américain, n'est autre que la Chrysler 200C EV, un concept-car électrique. Mais elle est loin d'être la seule : Dodge Circuit EV, Jeep Patriot EV, etc. Il est aisé de constater que l'électricité - « EV » pour « Electric Vehicle » - est et sera la solution technique adoptée par les constructeurs, rompant avec l'industrie américaine traditionnelle.

## Fréquentation
Malgré la crise, la fréquentation du Salon de Détroit est en hausse par rapport à l'année 2008. En effet, près de 600 000 visiteurs et 6 000 journalistes avaient fait le déplacement jusqu'au Cobo Center de Détroit. L'année 2009 affiche environ 650 000 visiteurs mais seulement 5 500 journalistes. Bien que les pronostics aient été très pessimistes, ce sont bien 53 nouveautés présentées durant le salon.

## Lesstarsdu salon

### Chrysler 200C EV Concept
La Chrysler 200C EV (pour « Electric Vehicle ») est certes un concept car entièrement électrique, mais surtout la star du Salon de Détroit, synonyme du renouveau de l'industrie américaine. Entièrement électrique ou presque, puisqu'un « petit moteur thermique » à essence de 75 ch assure la recharge des batteries une fois celles-ci ayant atteint leur autonomie maximale, à savoir 64 km. Cette berline Chrysler est néanmoins électrique et non hybride car son moteur thermique ne fonctionnement que lorsque les batteries sont vides, contrairement à l'hybride où les deux moteurs fonctionnent en synergie. De plus, le moteur électrique fournit 268 ch, une grande puissance pour ce type de moteur qui explique cette relative faible autonomie.
Le style de cette nouvelle Chrysler est l'un des points essentiels. En effet, tout comme Cadillac, Chrysler tend « à démontrer qu'une voiture électrique n'est pas fatalement étrangère à toute notion de luxe ou de style ». Afin de s'assurer la réussite de la future automobile de série, le constructeur américain s'inspire du style de la Chrysler 300C, une des rares grandes réussite du groupe.

### Fisker Karma S Concept

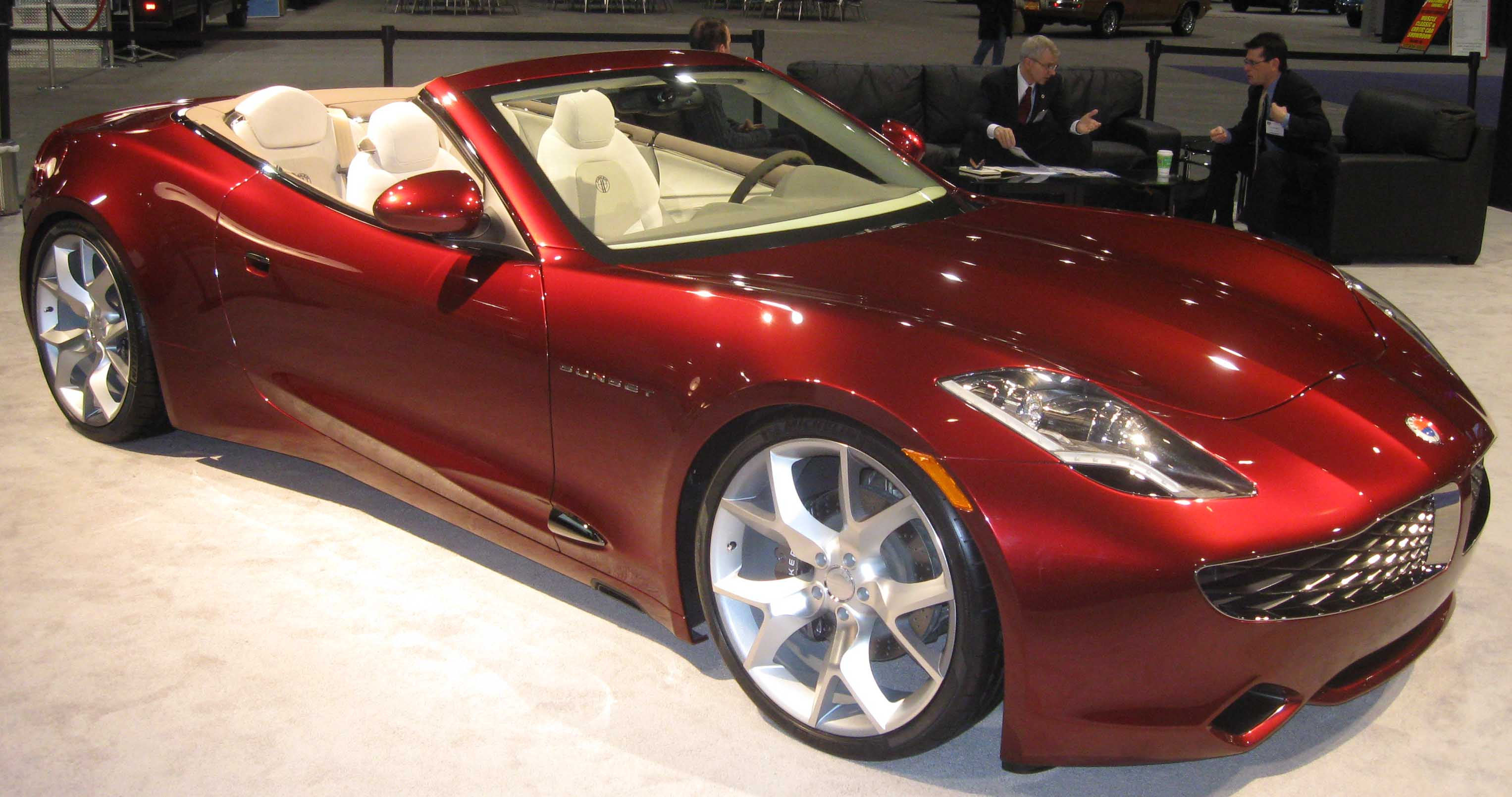
Fisker Karma S Concept.

Toujours dans l'optique de polluer moins et consommer moins, Fisker Automotive présente à Détroit la version définitive de la berline hybride Fisker Karma. Mais la Fisker qui intéresse les visiteurs du salon est la version coupé-cabriolet, présentée sous forme de concept néanmoins très proche de la future version de série. Dénommée Fisker Karma S Concept, S pour « Sunset » (coucher de soleil), elle n'a, selon les spécialistes, rien à envier à la récente Ferrari California.
D'un point de vue motorisation, la Fisker Karma intègre deux moteurs électriques alimentés par des batteries lithium-ion, d'une autonomie de 80 km. Un moteur thermique est également ajouté : il s'agit d'un 4-cylindres 2,0 L turbo de 260 ch. La puissance totale de l'automobile atteint les 403 ch.

### Audi R8 V10

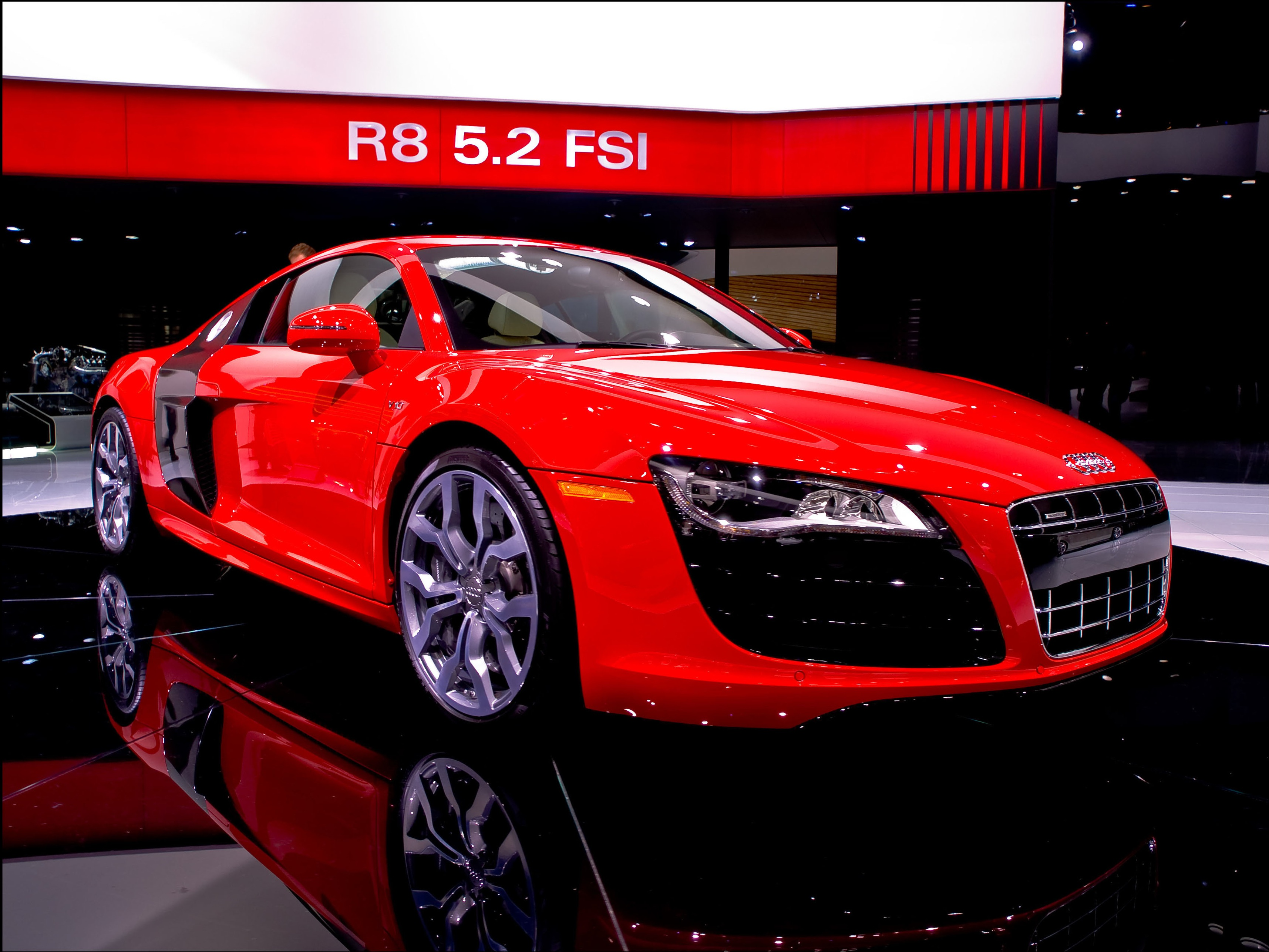
Audi R8 V10.

Malgré la crise, certains constructeurs affichent des ventes en hausse. C'est en effet le cas du constructeur allemand Audi dont les bénéfices ont augmenté de 30 % en 2008, et le chiffre d'affaires de 1,7 %. Audi a dès lors les moyens de présenter au Salon de Détroit, la nouvelle déclinaison de sa supercar, la R8, en version V10 de 525 ch et 530 N m.
Cette nouvelle Audi a désormais les moyens de concurrencer les supercars connues et reconnues. D'ailleurs l'Audi R8 V10 possède 15 ch de plus qu'une Dodge Viper, 30 de plus que la Ferrari F430 et 70 de plus qu'une Alfa Romeo 8C Competizione. Ce moteur n'est cependant pas nouveau puisqu'il s'agit d'un moteur « dégonflé » issu de la Lamborghini Gallardo. Un aspect demeure cependant commun à toutes ces automobiles : le prix. Près de 150 000 € pour l'Audi.

### Lexus HS 250h
La Lexus HS 250h, une automobile hybride située dans la gamme Lexus entre le IS et ES, et sera la plus abordable de la marque. Cette nouvelle automobile uniquement destiné au marché américain est propulsé par un 2,4 L à cycle Otto-Aktinson, déjà présent sur une Toyota Camry, combiné à des moteurs électriques propulsant les roues avant, pour une puissance globale de 187 ch.
Afin de préserver davantage l'environnement, Lexus intègre un système de récupération de chaleur d'échappement, permettant une consommation en baisse de 30 %. Cet baisse est également en partie dû au travail réalisé sur l'aérodynamisme du véhicule, dont le Cx est de seulement 0,27.

### Nouvelle Toyota Prius
Il semble évident que le Salon de Détroit est placé sous le signe de l'automobile hybride et c'est à cette occasion que la nouvelle Toyota Prius, la plus célèbre des automobiles hybrides, est officiellement présentée. Troisième génération du nom, le design ne varie que peu - elle est légèrement plus longue et plus aérodynamique - contrairement à la puissance. En effet, la Prius délaisse le moteur essence 1,5 litre de 77 chevaux au profit d'un bloc 1,8 L de 98 ch. Côté électrique, il s'agit d'un moteur Synchrone à aimant permanent de 80 ch.
Une des principales nouveautés est également la présence d'un nouveau toit transparent intégrant des panneaux solaires. Il s'agit d'une option permet d'assurer la ventilation du véhicule : refroidissement de l'intérieur et réduction de l'utilisation de la climatisation en été. De surcroit, des feux à LED sont également proposés pour réduire la consommation d'énergie.

## Listes des nouvelles automobiles présentées

### Concept cars
| - Audi Sportback Concept - Cadillac Converj (en) - Chevrolet Orlando Concept - Chrysler 200C EV - Dodge Circuit (en) EV | - Fisker Karma S Concept - Jeep Patriot EV - Kia Soul'ster - Lincoln C (en) - Mercedes-Benz BlueZero (en) concepts | - Subaru Legacy Concept - Toyota FT-EV - Volkswagen Concept BlueSport - Volvo S60 Concept |

### Automobiles de série
| - Audi R8 V10 - Bentley Continental GTC Speed Cabriolet - BMW Z4 restylée - Buick LaCrosse - Cadillac SRX - Chevrolet Equinox - Fisker Karma | - Ford Mustang Shelby GT 500 - Ford Taurus - Honda Insight - Jaguar XFR - Jaguar XKR restylée - Lexus HS 250h - Lincoln MKT | - Maserati Quattroporte Sport GT S - Mercedes-Benz SLR McLaren Stirling Moss - Mini Cooper Convertible - Saab 9-5 Griffin - Toyota Camry - Toyota Prius restylée |